# Benjamin Lay

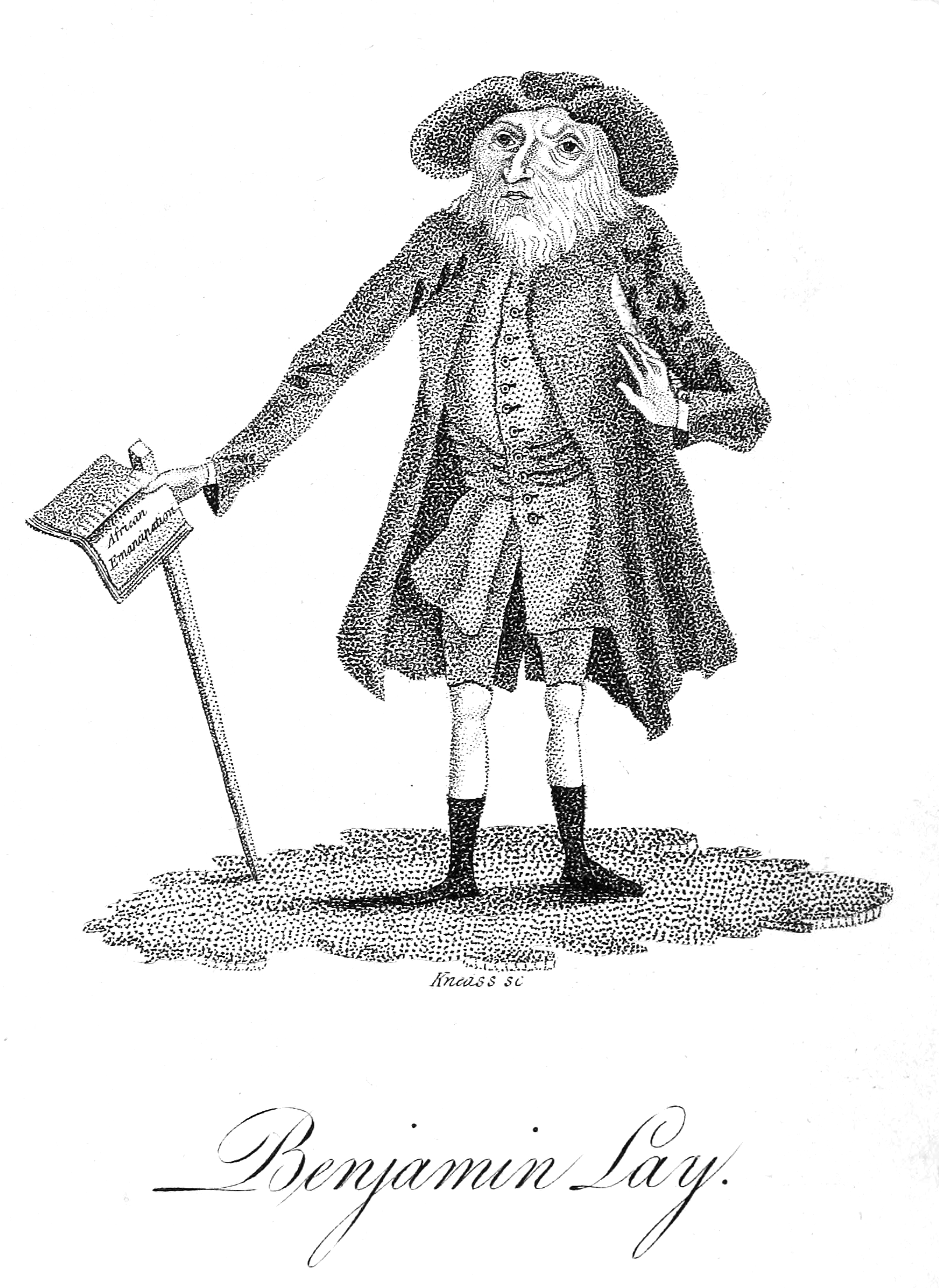
Lay mit Schrift African Emancipation in Memoirs of the lives of Benjamin Lay and Ralph Sandiford, Philadelphia 1815

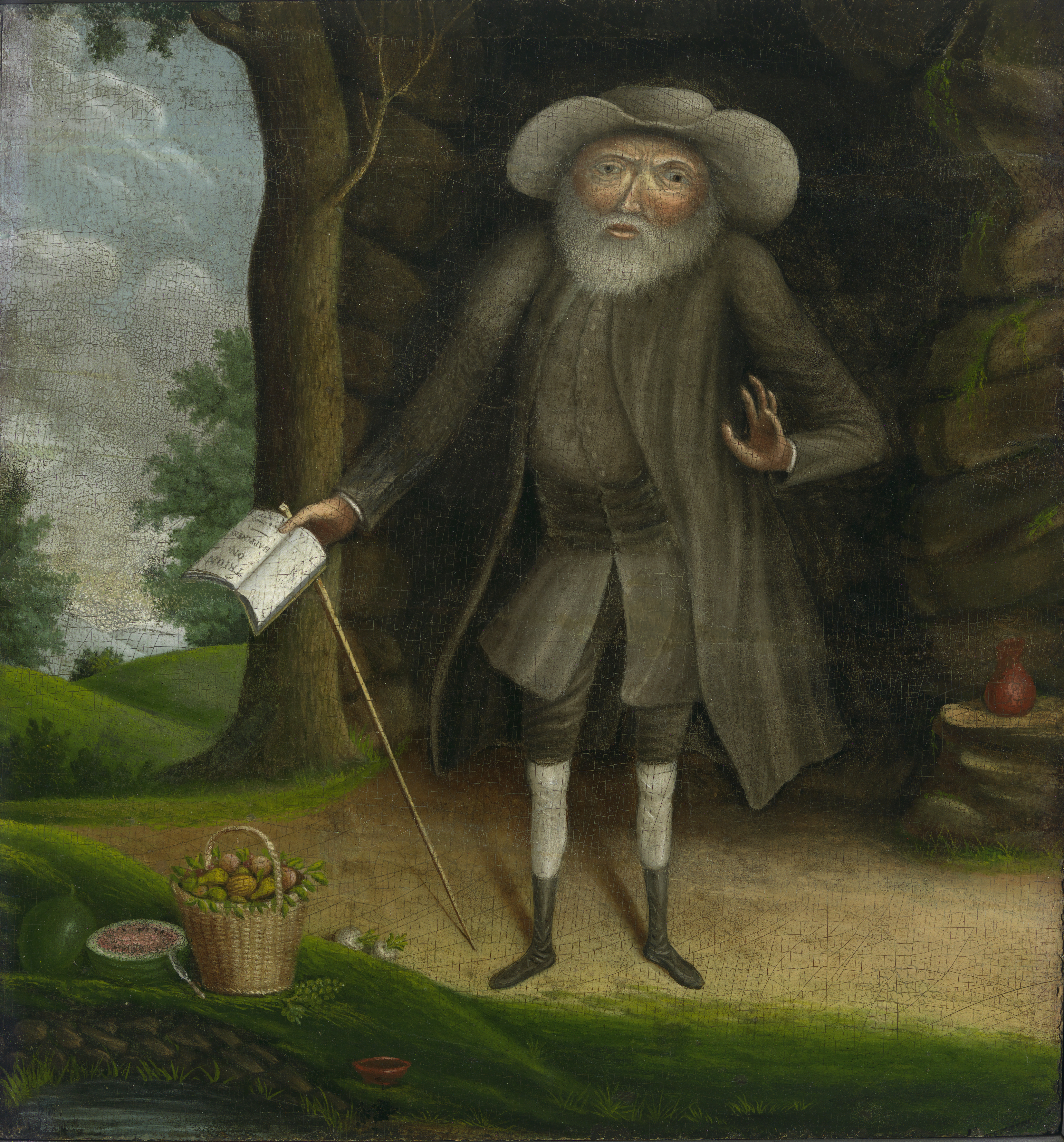
Porträt in Öl, 1750–1758

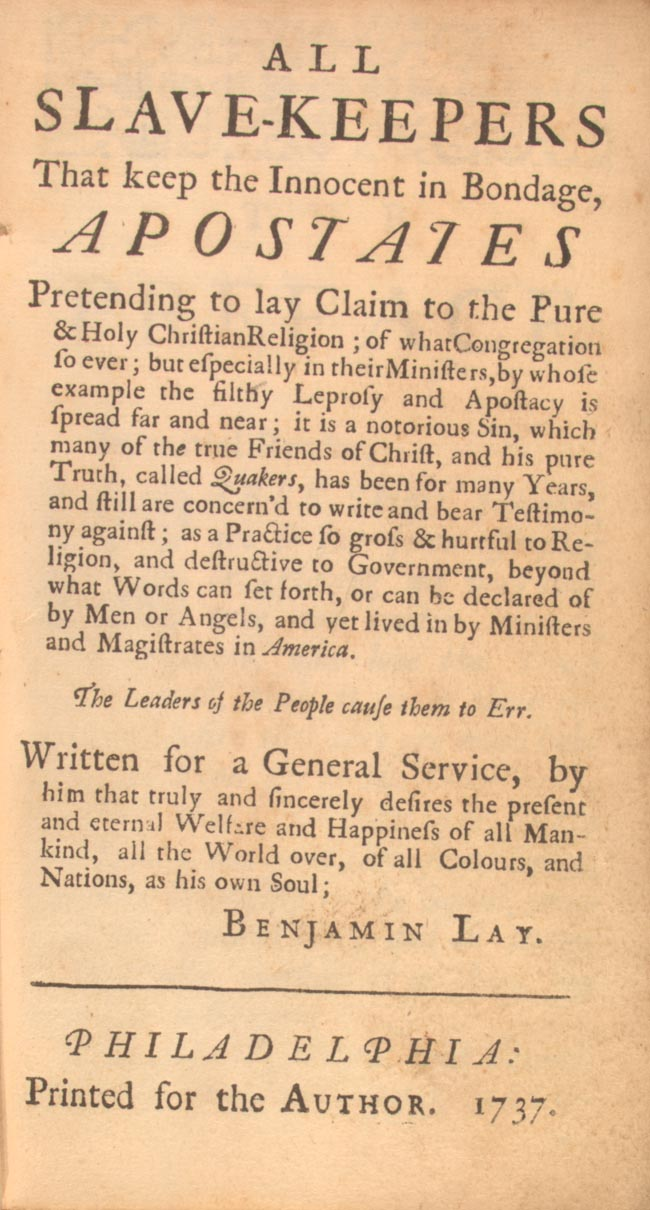
Seine Anklageschrift gegen Sklavenhalter

Benjamin Lay (* 26. Januar 1682 in Colchester, Essex, England; † 3. Februar 1759 in Abington, Pennsylvania, Dreizehn Kolonien) war ein britischer Philanthrop, Schriftsteller und Quäker. Gezeichnet durch körperliche Behinderungen, trat er als Abolitionist gegen die Sklaverei ein. Er gilt als ein früher Vorreiter sowohl der Ökologie- und Tierrechtsbewegung als auch der Aktionsform des Boykotts.

## Leben
Seine Eltern William und Mary Lay waren Quäker und erzogen ihren Sohn in dieser christlichen Gemeinschaft. Nach einem kurzen Schulbesuch sollte Lay Handschuhmacher werden. Er heuerte bei den Londoner Reedereien an und lebte so in Westindien, später auch in Syrien. Um 1710 war er als Handelsreisender auf Barbados. 1710 kehrte er nach London zurück und heiratete Sarah Smith (ca. 1677–1735) aus Deptford. Die Ehe blieb kinderlos. Das Devonshire House Monthly Meeting verurteilte seine rücksichtslose und zynische Art zu reden 1720 scharf, und er wurde zeitweise aus der Quäkergemeinschaft ausgeschlossen.
1731 verließ das Ehepaar Lay Europa und ließ sich auf der Insel Barbados nieder, die er als junger Mann besucht hatte. Hier erlebten sie hautnah die unmenschlichen Bedingungen der Sklaverei. Die Familie hielt sonntags Predigten vor dortigen versklavten Plantagenarbeitern und verköstigte sie mit Essen. Aber die Plantagenbesitzer veranlassten gegen Ende des Jahres 1731 die Ausweisung der Lays, die nun nach Philadelphia weiterzogen.
Danach zog Lay nach Abington, Pennsylvania, wo seine Frau später in der Gemeinde als Predigerin auftreten konnte, bevor sie 1735 starb. Er wurde dort als einer der ersten Aktivisten gegen die Sklaverei tätig mittels Weitergabe von Traktaten und anderen Protestaktionen. Der Politiker, Wissenschaftler und Verleger Benjamin Franklin publizierte eine von Lay verfasste Schrift gegen die Sklaverei mit dem Titel All Slave-Keepers That Keep the Innocent in Bondage, Apostates in 1737 (deutsch: Alle Sklavenhalter, die Unschuldige in Sklaverei halten, sind Abtrünnige im Jahr 1737).
Er besuchte Versammlungen der Quäker und hielt anklagende Predigten, wenn er zu Wort kam, so beispielsweise am 19. September 1738 im Versammlungshaus (englisch: meetinghouse) in Burlington (New Jersey). Weil er die Sklavenhalter schonungslos als Heuchler bloßstellte, kam es teilweise zu heftigen Auseinandersetzungen und chaotischen Zuständen in den Versammlungen, und manchmal wurde er weggewiesen.
Nach dem Beschluss des Philadelphia Yearly Meeting of Friends 1758 gegen Import und Verkauf von Sklaven soll Lay gesagt haben: I can now die in peace (deutsch: Nun kann ich in Frieden sterben). Ungefähr ein Jahr später verstarb er 1759 nach kurzer Krankheit und wurde auf dem Quäkerfriedhof Abington bestattet.

## Körperliche Behinderung
Lay und seine Frau waren körperbehindert. Er war kleinwüchsig, seine Körpergröße betrug nicht mehr als 1,30 Meter, und er hatte mehrere körperliche Missbildungen. Lay hatte einen Buckel, eine verkrümmte Wirbelsäule und Arme von ähnlicher Länge wie seine Beine.

## Überzeugungen
Lay lehnte die Todesstrafe ab, wie es der religiösen Überzeugung der Quäker entspricht. Seit der Zeit in Philadelphia war er Vegetarier und kämpfte gegen den Alkoholismus, dessen Folgen er auf seinen Schiffsreisen kennengelernt hatte. Er boykottierte den Kauf von Produkten von Sklavenplantagen. Aus Demutshaltung lehnte er zeitweise das Tragen von Kleidung ab, lief in einem einfachen rohen Leinengewand umher und lebte in einer Erdhöhle an der York Road bei Branchtown.
Lays Argumente gegen die Sklavenhaltung und für den Vegetarismus sind nicht zu trennen: Er wollte keine Erzeugnisse gebrauchen oder Dienstleistungen in Anspruch nehmen, die das Ergebnis von Sklavenarbeit waren – ob diese nun von Menschen oder von Tieren verrichtet werden. So verschmähte er auch Nahrung und Kleidung, für deren Herstellung Tiere sterben müssen, und lehnte es ab, per Pferd zu reisen. Er rief dazu die vegetarische Tradition der Häretiker des Mittelalters in Erinnerung, wenn er etwa über die Waldenser schrieb: „Ich las in der Geschichte der Waldenser, unserer ersten Reformer des Papismus, nie, dass sie Sklaven gehalten hätten; ich weiß, dass sie sehr gemäßigt waren und weder Fleisch, noch Milch, noch Eier verzehrten.“ Lay meinte: „Ich glaube nicht daran, dass rechtschaffene, durchweg gute Menschen ihre Mitgeschöpfe in Knechtschaft halten würden“, und fordert: „Mitgefühl, Vergebung auch den schlimmsten Feinden, Zartheit, Sanftmut, Milde, süße Liebe und Mitleid mit allen Kreaturen jeder Art.“
Lay besaß eine umfangreiche Bibliothek mit ca. 200 Büchern und Schriften von pietistischen Klassikern und Kirchenvätern.

## Wirkung
In Versammlungen der Quäker verkündete Lay seine Botschaft von der Lösung der Gebundenen, die sich auf Sklavenhalter wie auf Sklaven gleichsam bezog. Damit zog er sich auch die Gegnerschaft der Sklavenhalter zu, die auch unter den Quäkern vorhanden waren, und wurde teilweise gewaltsam von Versammlungen verwiesen.
Bekannt ist der Vorfall, als ihn ein Schmiedegeselle aus einer Versammlung in Philadelphia (Market Street Meeting) auf die Straße setzte. Lay blieb im Straßengraben liegen und sagte den Vorübergehenden, er sei nicht frei, aufzustehen: Nur derjenige könne ihm aus dem Graben helfen, der ihn hineingeworfen hatte.
Lay inszenierte spektakuläre, unvergessliche Auftritte auf den Jahresversammlungen, so erschien er in einem weißen Laken, um sich nach einer Zeit des Schweigens zu erheben und zu verkünden: You slaveholders, although you put up a front of your quaker-ness, your true nature comes through (dt. etwa: Ihr Sklavenhalter, obwohl ihr als Quäker gelten wollt, zeigt sich doch eure wahre Natur). Dann warf er das Laken weg und stand in militärischer Uniform in der Mitte der Quäkerversammlung. In der einen Hand hielt er eine Bibel, in der anderen einen Säbel. Erneut rief er: Thus shall God shed the blood of those persons who enslave their fellow-creatures (So soll Gott das Blut derer vergießen, die ihre Mitgeschöpfe versklaven). Dabei zerstieß er mit dem Säbel eine im Buch versteckte Blase, die mit roter Farbe gefüllt war.
Lay hatte Vorbildfunktion für John Woolman, der sein Werk fortsetzte.

## Gedenken
- William Williams Sr. (1727–1791) malte von 1750 bis 1758 ein Ölgemälde auf Mahagoniholz, in der Größe von 36 mal 38 Zentimeter, auf dem Benjamin Lay als Porträt dargestellt wurde. Das Bild gehört dank der Smithsonian Institution der National Portrait Gallery in Washington, D.C. und ist in der East Gallery 144 situiert, wo die Porträts von 1600 bis 1900 ausgestellt sind.[9]

## Glossar
Für die im Artikel verwendeten Fachbegriffe siehe auch Artikel „Glossar Quäkertum“.